# شینگتای
شینگتای (به لاتین: Xingtai) یک شهر مرکزی در جمهوری خلق چین است که در هبئی واقع شده‌است.

## خصوصیات
شینگتای ۱۲٬۴۳۲ کیلومترمربع مساحت و ۷٬۱۰۴٬۱۰۳ نفر جمعیت دارد.